# Lawnmower Deth
Lawnmower Deth sind eine englische Thrash-Metal-Band, die in den späten 1980ern und frühen 1990ern mit mehreren Veröffentlichungen das Metal-Genre parodierten, sich nach einer Stiländerung zum Punk 1994 auflösten und seit 2008 wieder als Thrash-Metal-Band aktiv sind.

## Geschichte
Die Band wurde 1987 in Mansfield, England unter dem Namen SCRAWM gegründet und veröffentlichte das Demo Demented Genius. Nachdem die Band-Mitglieder beschlossen hatten, ihren Stil mit Humor zu kombinieren, änderten sie den Bandnamen zu Lawnmower Deth (engl., etwa „Rasenmäher-Tod“). Unter dem neuen Namen veröffentlichte die Band die Demos It’s A Lot Less Bovver Than A Hovver und Mowdeer, welche ihr 1989 einen Vertrag bei Earache Records bescherten.
Ihre erste Veröffentlichung war ein Split mit Metal Duck. Die positiven Reaktionen auf Lawnmower Deths Teil Mower Liberation Front, führten zum ersten Album Ooh Crikey, It’s… Lawnmower Deth, das 1990 erschien und einige Live-Aufnahmen enthielt.
Lawnmower Deth spielten neben eigenen Stücken auch einige Coverversionen bekannter Lieder ein, darunter The Chain von Fleetwood Mac, Motörhead von Motörhead, Up the Junction von Squeeze und Crazy Horses von The Osmonds. Die Interpretation von Kim Wildes Kids in America wurde 1991 als Single veröffentlicht.
1992 erschien das zweite Album Return of the Fabulous Metal Bozo Clowns. Zu den beiden auf der Platte befindlichen Liedern Kids in America und Lawnmowers for Heroes, Comics for Zeros produzierte die Band Musikvideos, die allerdings ganz im Stil der Band mit Amateurkameras gefilmt waren.
Mit dem 1994 erschienenen Album Billy änderte sich der Stil der Band hin zum Punk. Da die Scheibe jedoch ein Misserfolg war und die Live-Auftritte von Lawnmower Deth immer weniger Beachtung fanden, löste sich die Gruppe Ende des Jahres auf.
Im November 2008 kam es zu einer Reunion, zunächst für einen einzigen Auftritt im Vorprogramm von Bullet for My Valentine. Es folgten Auftritte auf Festivals, so beispielsweise am 13. Juni 2009 auf dem Download-Festival im Donington Park, am 6. November 2010 auf dem Damnation Festival und am 12. August 2011 auf dem Bloodstock Open Air.
Am 28. Januar 2022 veröffentlichten sie nach einer Pause von 28 Jahren ihr viertes Studioalbum Blunt Cutters bei Dissonance Productions.

## Diskographie
- 1987 – Demented Genius (Demo, unter dem Namen SCRAWM veröffentlicht)
- 1987 – It’s a Lot Less Bover Than a Hover (Demo)
- 1988 – Mowdeer (Demo)
- 1989 – Mower Liberation Front (Split mit Metal Duck)
- 1990 – Ooh Crikey It’s… Lawnmower Deth
- 1991 – Kids in America (Single)
- 1992 – Return of the Fabulous Metal Bozo Clowns
- 1994 – Billy
- 2017 – F U Kristmas! (Kim Wilde vs Lawnmower Deth, Single)
- 2022 – Blunt Cutters